# The Suite Life of Zack & Cody
The Suite Life of Zack & Cody (no Brasil, Zack & Cody: Gêmeos em Ação e em Portugal, Hotel, Doce Hotel: As Aventuras de Zack e Cody) é uma sitcom americana criada por Danny Kallis e Jim Geoghan. A série estreou no Disney Channel em 18 de março de 2005 com 4 milhões de telespectadores, e seu último episódio foi exibido em 1 de setembro de 2008. Foi nomeada três vezes ao Emmy Awards.
O programa teve uma sequência spin-off intitulado The Suite Life on Deck (no Brasil, Zack e Cody: Gêmeos a Bordo; em Portugal, Zack e Cody: Todos a Bordo) que se passa em um cruzeiro com Zack, Cody e London em um programa semestral do Colégio Sete Mares, com o Sr. Moseby administrando o navio. Vários personagens da série original aparecem em The Suite Life on Deck.

## Enredo
Os gêmeos Zack e Cody moram com a mãe divorciada, Carey Martin, cantora no luxuoso Hotel Tipton, em Boston. Zack é extrovertido e imaturo, o que inicia os problemas no Tipton. Zack nasceu 10 minutos antes de Cody, fato do qual usa como vantagem. Cody é estudioso, gentil, maduro e agrada mais aos adultos que seu irmão. As confusões causadas pelos gêmeos no Tipton, deixam Sr. Moseby, o gerente do Hotel, com dor de cabeça, já que sempre tem que resolver os problemas causados. Moseby também tem outra dor de cabeça: a mimada London Tipton, a herdeira da rede de Hotéis Tipton e da riqueza de seu pai. London gosta de se divertir em festas e gastar seu dinheiro em compras. Como ela é irresponsável, só pode sair acompanhada por Madeline Margaret Genevieve Miranda Catherine Fitzpatrick, mais conhecida como Maddie, que trabalha como vendedora na loja de doces do Hotel. Maddie é estudiosa e responsável, e por isso Carey pede a ela que seja a babá de Zack e Cody. Também trabalham no Hotel: Esteban, mensageiro e amigo de Zack e Cody, muito leal ao Sr. Moseby, Muriel, a faxineira do Hotel, que vive dormindo, Patrick, o responsável pelo restaurante do Tipton, que trata a todos com desprezo, Lance Fishman, o salva-vidas obcecado por água, Arwin Quentin Hawkhauser, o engenheiro apaixonado por Carey e muitos outros como o porteiro Norman, Nia Moseby, Chef Paolo e Serge o Concierge, que contribuem para as confusões no Tipton.

## Personagens
- Zachary (Zack) Martin (Dylan Sprouse)

Zack é o típico gêmeo não estudioso, extrovertido e imaturo que usualmente veste roupas de skatistas. É um aluno nota "D", mencionado no episódio First Day of High School. Apesar de não gostar muito da escola, ama a aula de Artes, na qual é o melhor da classe. No episódio Team Tipton, pode se perceber que Zack tem medo de insetos. Na primeira temporada do show, foi revelado que ele é 10 minutos mais velho que Cody, fato usado contra seu irmão, normalmente dizendo a ele, desde que é o mais novo, resolve os trabalhos que o irmão não consegue fazer. Ou em alguns casos, ajuda-o com algum conselho, afirmando que "Eu sou o gêmeo mais velho". Porém Cody faz aula de Kung Fu e derrota Zack, no episódio Smart and Smarterer, tentou tirar vantagem dos professores, mentindo que sofria de dislexia.
- Cody Martin (Cole Sprouse)

Cody é o irmão estudioso e maduro, sendo considerado um aluno nota "A", sendo melhor, academicamente, do que seu irmão Zack. No entanto, ele não é tão forte quanto Zack na aula de Carpintaria, na qual Zack possui maior vantagem. Em um episódio, Cody se muda para um armário, pois não está contente com a bagunça de seu irmão. Janice e Jessica parecem gostar mais de Cody. Tem uma namorada, chamada Barbara. Em uma semana, foi para Washington para um Acampamento de Matemática. É o gêmeo mais gentil comparado ao seu irmão, e, de alguma maneira, sempre ajuda dando ideias demais nos planos de Zack, seu irmão. Em The Fairest of Them All, ele se vestiu como uma garota para ganhar dinheiro.
- London Tipton (Brenda Song)

Ela é a filha de Wilfred Tipton, o dono do Hotel Tipton. É uma paródia óbvia de Paris Hilton, pois tem em comum o comportamento, as despesas e o nome (London/Paris e Tipton/Hilton). Embora o telespectador nunca veja Sr. Tipton por inteiro (usualmente escondido atrás de seus seguranças, e outros objetos), ele é mencionado frequentemente. London tem dificuldade de entender as coisas e é mimada. Uma rica adolescente com sua própria suíte privada no Hotel Tipton em Boston, completa com um grande armário que possui várias divisões (incluindo um espelho falante) e uma cozinha. London não tem babá, ou algum outro adulto para ajudá-la, mas confia nos funcionários do Hotel Tipton sempre que precisa pedir alguma assistência e/ou um conselho. Foi transferida para a escola particular Nossa Senhora do Perpétuo Socorro, junto com Maddie no episódio Forever Plaid, devido à pouca frequência nas aulas na sua antiga escola. No episódio First Day of High School, foi transferida novamente para a escola pública, Cheevers High, pelo motivo de ser expulsa de todas as escolas particulares pelas quais já passou. Não gosta de suas madrastas e conversa sobre seus problemas com Sr. Moseby e Maddie. Quando está feliz, usualmente bate suas mãos repetidamente enquanto diz seu bordão, "Viva Eu!".
- Maddeline (Maddie) Fitzpatrick (Ashley Tisdale)

Maddie é uma adolescente pobre, trabalhadora e muito inteligente, que vende doces no Hotel Tipton, ela também possuía outros empregos como: babá dos gêmeos, caixa no Cluck Bucket, gerente no Camp Tipton Daycare Center, e conselheira do programa de verão de sua escola – Camp Heaven on Earth. É uma forte defensora das causas do meio ambiente, tanto que visitou o Antártico para ajudar a salvar os pinguins. Assim como Esteban, possui um longo nome; no episódio Pilot Your Own Life, é revelado que se chama Madeline Margaret Genevieve Miranda Catherine Fitzpatrick. Estuda na escola particular Nossa Senhora do Perpétuo Socorro. É a melhor amiga de London, mas muitas vezes é tratada por ela como sua empregada, como no episódio Footloser, usualmente subornando-a com dinheiro. Zack tinha uma grande paixão por ela na primeira temporada, mas a paixão não era mais tão percebida durante a segunda e a terceira temporada. Durante a série, foi revelado que possuía asma.
- Sr. Marion Moseby (Phill Lewis)

O nervoso gerente do Hotel Tipton fala com um amplo vocabulário e uma linguagem urbana, muitas vezes é aborrecido pelos planos de Zack e Cody. Embora ele aja como se não tivesse algum interesse pelos garotos, tem afeição por eles. Por exemplo, quando Sr. Moseby tirou os meninos do jogo de basebol, apanhou uma bola para Cody, que no final o fez ser "o homem mais odiado de Boston". No episódio The Ghost of 613 foi revelado que começou a trabalhar no Hotel Tipton como empacotador nos anos 70. Sr. Moseby é como um pai para London, pois Wilfred raramente está no Hotel. Moseby ensina muitas coisas para ela: como andar, seu ABC, e tentou ensiná-la a dirigir. Trata-a do mesmo jeito que cuida de si mesmo. Também ajuda London com alguns problemas que tem. Devido a sua personalidade, é conhecido como Mauseby entre os funcionários do hotel. Tem um irmão mais velho chamado Spencer, que é uma pequena pessoa (interpretado por Dana Michael Woods), rica e intolerante a lactose. O nome de sua mãe é Beulah Moseby, que prefere Spencer, mas ainda assim gosta de Marion. A avó é Rose Moseby (interpretada pelo próprio Phill Lewis), visita o neto no episódio Nugget of History. Tem uma sobrinha de 16 anos chamada Nia Moseby (interpretada por Giovonnie Samuels), que veio ficar com ele durante a terceira temporada provisoriamente substituindo Maddie como a vendedora de doces, enquanto esta estava na Antártica. Um piada que ocorre bastante é que Moseby sempre consegue pegar o vaso do centro do saguão do hotel quando ele está prestes a cair no chão. Quando estudava, foi o chefe da equipe de cheerleaders; sua experiência como animador se tornou útil quando ele ficou longe da profissão. Também já foi campeão júnior de mini golfe e ensinou a Zack o esporte. Sr. Moseby já fez balé e é um ótimo dançarino.
- Carey Martin (Kim Rhodes)

A mãe de Zack e Cody e cantora no salão do hotel. Ela e seus filhos passaram por muitas outras cidades antes de chegar a Boston, foi casada com Kurt Martin, mas se divorciaram depois do nascimento dos gêmeos por razões desconhecidas. O personagem Arwin é conhecido por várias situações em que mostra sua paixão por Carey, como quando ela o beija e ele desmaia. Quando os garotos possuem um problema, ela conta histórias sobre muitos de seus ex-namorados, que são, em sua maioria, tristes.

### Personagens recorrentes
A lista seguinte possui membros do elenco que apareceram em papeis significantes como personagens recorrentes em toda a série. Cada ator listado apareceu em 6 ou mais episódios, e ao lado consta o número da temporada em que participaram.
- Adrian R'Mante como Esteban Ramírez (1-3)
- Brian Stepanek como Arwin Q. Hawkhauser (1-3)
- Charlie Stewart como Robert "Bob" (1-3)
- Estelle Harris como Muriel (1)
- Aaron Musicant como Lance Fishman (1-3)
- Sophie Oda como Barbara Borwnstein (1-3)
- Patrick Bristow como Patrick (1-3)
- Anthonia Acker como Norma (1-3)
- Monique Coleman como Mary Margaret (1-2)
- Alyson Stoner como Max (1-2)
- Vanessa Hudgens como Corrie (2)
- Kaycee Stroh como Leslie (2)
- Giovonnie Samuels como Nia Moseby (3)
- Camilla e Rebecca Rosso como Jessica e Janice (2-3)
- Allie Grant como Agnes (1-2)
- Robert Torti como Kurt (1-3)

## Episódios
| Temporada | Temporada | Episódios | Exibição original | Estreia da temporada | Final da temporada  |
| --------- | --------- | --------- | ----------------- | -------------------- | ------------------- |
|           | 1         | 26        | 2005–2006         | 18 de Março, 2005    | 27 de Janeiro, 2006 |
|           | 2         | 39        | 2006–2007         | 3 de Fevereiro, 2006 | 2 de Junho, 2007    |
|           | 3         | 22        | 2007–2008         | 23 de Junho, 2007    | 1 de Setembro, 2008 |

## Prêmios e Indicações

### Emmy Awards
- 2006 – Indicado para o Creative Arts Emmy de Melhor Coreografia do episódio Commercial Breaks.[3]
- 2007 – Indicado para o Creative Arts Emmy para Melhor Programa Infantil.[4]
- 2008 – Indicado para o Creative Arts Emmy para Melhor Programa Infantil.[5]

### Kids' Choice Awards, EUA
- 2007 – Vencedor para "TV Show Favorito".[6]
- 2007 – Cole Sprouse indicado para "Ator de TV Favorito".
- 2008 – Indicado para "TV Show Favorito".[7][8]
- 2008 – Cole Sprouse indicado para "Ator de TV Favorito".
- 2008 – Dylan Sprouse indicado a "Ator de TV Favorito".
- 2009 – Indicado a "TV Show Favorito"[9]
- 2009 – Cole Sprouse indicado a "Ator de TV Favorito".
- 2009 – Dylan Sprouse Vencedor de "Ator de TV Favorito ".
- 2010 - Dylan Sprouse vencedor da categoria "Ator de TV Favorito" (Favorite TV Actor).

### Young Artist Awards
- 2007 – Vencedor "Melhor Família de Série Televisiva (Comédia ou Drama)".
- 2007 – Atriz Convidada Recorrente Alyson Stoner indicada a "Melhor Performance em Série de TV (Comédia ou Drama)".
- 2007 – Cole Sprouse indicado a "Melhor Performance em Série de TV (Comédia ou Drama)".
- 2007 – Dylan Sprouse indicado a "Melhor Performance em Série de TV (Comédia ou Drama)".
- 2007 – Atriz Convidada Sophie Oda indicada a "Melhor Performance em Série de TV (Comédia ou Drama)".

## DVD's
| Título do DVD                          | Lançamento             | Episódios | Bônus |
| -------------------------------------- | ---------------------- | --- | --- |
| Disney Channel Holiday                 | 1 de Novembro de 2005  | Christmas At The Tipton (1ª Temporada) | Mais episódios de Phil of the Future, Lizzie McGuire, e That's So Raven.                                                                                              |
| Volume 1: Taking Over the Tipton       | 24 de Outubro de 2006  | Rock Star In The House (1ª Temporada) Kisses & Basketball (1ª Temporada) Odd Couples (2ª Temporada) French 101 (2ª Temporada)                                                      | Never Before Seen Episode: A Midsummer's Nightmare (2ª Temporada) Behind The Scenes Featurette                                                                        |
| That's So Suite Life of Hannah Montana | 16 de Janeiro de 2007  | Checkin' Out (That's So Raven, 4ª Temporada) That's So Suite Life of Hannah Montana (The Suite Life of Zack & Cody, 2ª Temporada) On The Road Again (Hannah Montana, 1ª Temporada) | So You Think You Know Raven Challenge, Volume 2 Never Before Seen Episode of The Suite Life of Zack & Cody (Health and Fitness, 2ª Temporada) Who Said de Miley Cyrus |
| Volume 2: Sweet Suite Victory          | 26 de Janeiro de 2007  | Band In Boston (1ª Temporada) Election (2ª Temporada) Not So Suite 16 (2ª Temporada)                                                                                               | The Suite Life's Sweet Lift Challenge apresentado por Brenda SongGag reel                                                                                             |
| Wish Gone Amiss Weekend                | 27 de Novembro de 2007 | Gone Wishin' (Cory in the House, 1ª Temporada) Super Twins (The Suite Life of Zack and Cody, 3ª Temporada) When You Wish You Were the Star (Hannah Montana, 2ª Temporada)          | I Wish I May, I Wish I Might: A Guide to Making Wishes apresentado por Jason Earles                                                                                   |
| Volume 3: Lip Synchin In the Rain      | 17 de Junho de 2008    | Lip Synchin' In the Rain (3ª Temporada) The Arwin That Came to Dinner (3ª Temporada) A Tale of Two Houses (3ª Temporadd) Orchestra (3ª Temporada)                                  | Twin-Tastic' - Obtenha o 411 em tudo gêmeos Gag reel |